# Sanktuarium Jasna Górka
Jasna Górka – sanktuarium Matki Bożej w Ślemieniu, w parafii Narodzenia św. Jana Chrzciciela w Ślemieniu.

## Opis Sanktuarium
Sanktuarium stoi powyżej zabudowy mieszkalnej w Ślemieniu, na stokach wzgórza Jasna Górka. Ołtarz główny jest barokowej konstrukcji z czterema kolumnami i widniejącymi po bokach figurami Św. Kazimierza Królewicza oraz Św. Jana z Kęt. Zwieńczenie ołtarza przedstawia Ducha Świętego w postaci gołębicy, adorowanego przez dwóch aniołów.
W ołtarzu znajduje się obraz Matki Bożej Częstochowskiej. Jest to XIX-wieczna kopia obrazu Jasnogórskiego, namalowana na desce przez Błażeja Luksa. Koronowany przez Metropolitę Archidiecezji Krakowskiej kard. Stanisława Dziwisza w 2016 r.
Obraz jest zasłaniany dwoma zasuwami – jedna z obrazem Św. Anny ze Św. Joachimem i Maryją, druga przedstawia objawienie Matki Bożej w Fatimie. W ołtarzu bocznym od strony zachodniej umieszczony jest obraz Matki Bożej Dobrej Rady, a w ołtarzu wschodnim Chrystus na krzyżu. Sklepienie kościoła ozdobione jest scenami z życia Maryi.
Pod świątynią znajduje się kamienna grota w kształcie tunelu, z figurą Matki Bożej Niepokalanego Poczęcia. Wyciągnięte dłonie Maryi symbolizują hojność w dawaniu łask. W grocie znajduje się źródełko uznawane za cudowne.

## Historia
Historia kultu Matki Boskiej na Jasnej Górce zaczęła się w połowie XIV wieku. Jeden z górali ze Ślemienia po powrocie z pielgrzymki do Częstochowy postanowił zrobić cud na jednej z polan za wsią nazywanej „na Kumorkowym Groniu”. Zanurzył przywieziony z Częstochowy obrazek w tamtejszym źródełku, jakoby ukazała się tam Matka Boska. Wieść szybko rozeszła się po wsi. Ludzie zaczęli się modlić w tym miejscu. Źródełko było miejscem wielu cudów i uzdrowień. Ludzie z odległych stron pielgrzymowali po cudowną wodę do źródełka. Zaczęły przybywać pielgrzymki a góral zaczął zbierać profity z tego zjawiska. W XVII wieku wybudowano w tym miejscu kaplicę. Pielgrzymek przybywało, ludzie modlili się i kult Matki Boskiej na Kumorkowym Groniu rozsławił się daleko poza granice kraju. W 1623 roku rodzina Komorowskich sprowadziła do kościoła w Rychwałdzie obraz Matki Boskiej. Obraz natychmiast zasłynął cudami, ale ludzie nadal pielgrzymowali na polanę obok Ślemienia. Modlili się przy małej kaplicy. Bardzo się to nie spodobało plebanowi rychwałdzkiemu, jak i suskiemu, bo poważnie zaczęło zagrażać ich dochodom. Plebani najechali zbrojnie na polanę. Źródełko zasypali, kaplicę zburzyli. Od tego momentu pielgrzymki szły tylko do kościoła w Rychwałdzie. Tak było aż do połowy XIX wieku gdy mieszkaniec Ślemienia Józef Pochopień ufundował figurę Matki Boskiej, która stoi do dziś i zbudował kapliczkę. Kościół w tym miejscu powstał w 1866 za przyczyną Ks. Antoniego Antałkiewicza, który chciał w ten sposób uczcić 900 rocznicę chrztu Polski.